# Sanbul
Pour plus de détails, voir Fiche technique et Distribution.
Sanbul (산불) est un film sud-coréen réalisé par Kim Soo-yong, sorti en 1967.

## Synopsis
Pendant la guerre de Corée, un villageois de Jirisan cache un soldat communiste infiltré dans la zone. Une veuve découvre ce soldat dans une forêt de bambous et vient le voir régulièrement. Ils font l'amour et elle tombe enceinte. Elle décide de se suicider et les villageois décident de brûler la forêt.

## Fiche technique
- Titre : Sanbul
- Titre original : 산불
- Titre anglais : Flame in the Valley
- Réalisation : Kim Soo-yong
- Scénario : Cha Beom-seok
- Musique : Jeong Yun-ju
- Photographie : Hong Dong-hyeok
- Montage : Yu Jae-won
- Production : Kim Tae-su
- Société de production : Taechang Productions
- Pays :  Corée du Sud
- Genre : Drame
- Durée : 80 minutes
- Dates de sortie : 
  -  Corée du Sud : 22 avril 1967

## Distribution
- Shin Young-kyun : Kyu-bok
- Do Kum-bong : Sa-wol
- Ju Jeung-nyeo : Jum-rye
- Hwang Jeong-sun : Mlle. Choi
- Han Eun-jin : Mlle. Shim, la belle-mère de Jum-rye
- Sun Jeong-deuk

## Distinctions
Le film a reçu le Blue Dragon Film Award du meilleur film.